# Les Assions

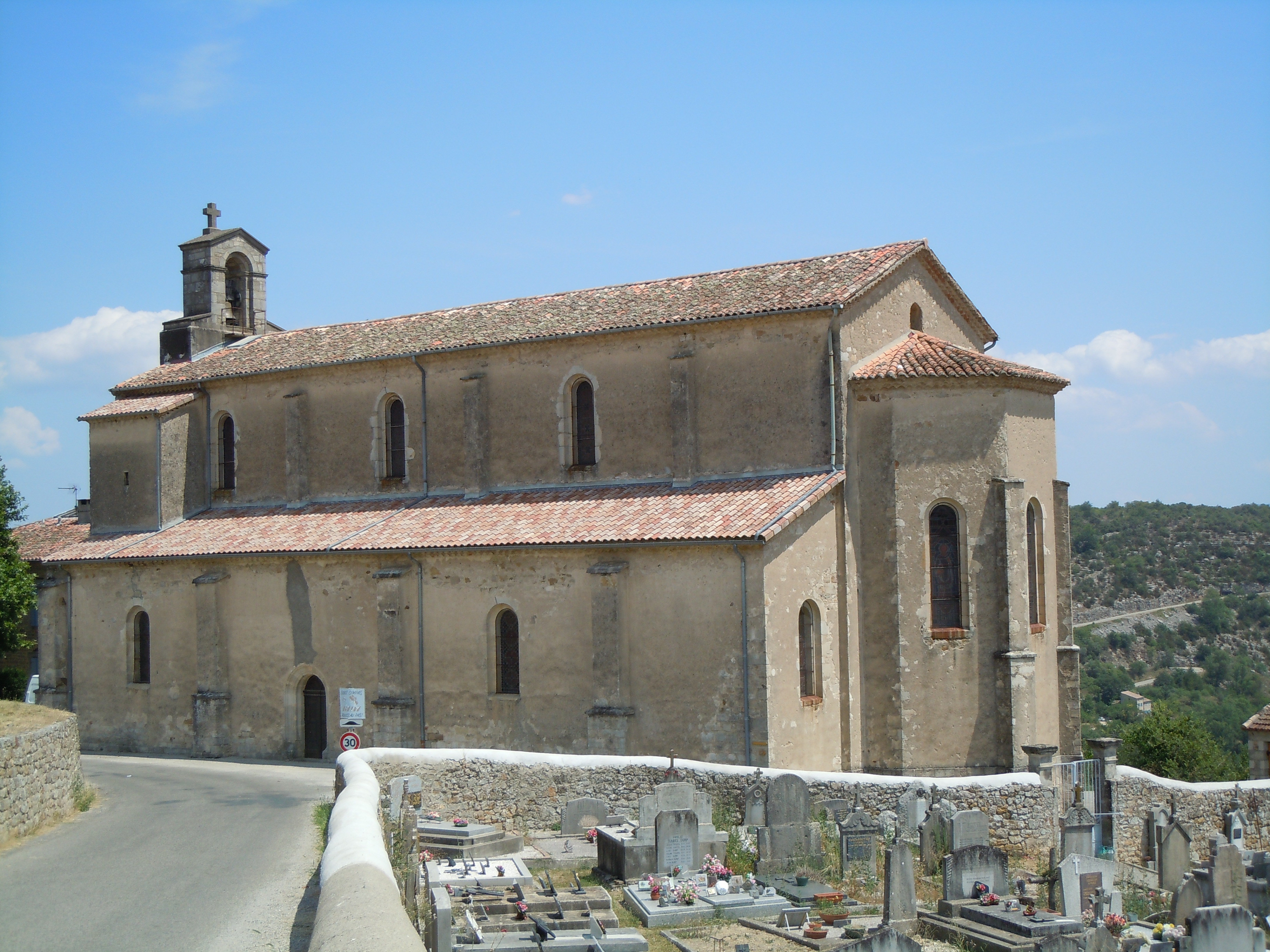
Kościół św. Apolinarego (2011)

Les Assions – miejscowość i gmina we Francji, w regionie Owernia-Rodan-Alpy, w departamencie Ardèche.
Według danych na rok 1990 gminę zamieszkiwało 448 osób, a gęstość zaludnienia wynosiła 30 osób/km² (wśród 2880 gmin regionu Rodan-Alpy Les Assions plasuje się na 1191. miejscu pod względem liczby ludności, natomiast pod względem powierzchni na miejscu 774.).